# Sylwester Gruszka
Sylwester Gruszka (ur. 31 grudnia 1891 w Skołoszowie, zm. 28 listopada 1956 w Sydney) – polski polityk, dyplomata i urzędnik konsularny, kapitan rezerwy.

## Życiorys
Syn Michała i Ewy z Bartoszewskich. W czasie I wojny światowej walczył w szeregach armii austro-węgierskiej, a następnie dostał się do niewoli rosyjskiej. Po odzyskaniu niepodległości wstąpił do Wojska Polskiego.
Po demobilizacji zajmował się organizowaniem polskiej służby zagranicznej, m.in. był konsulem i kier. konsulatu generalnego w Trieście (1922), konsulem generalnym w Zagrzebiu (1922–1923), konsulem w Detroit (1923–1925), konsulem generalnym w Nowym Jorku (1925–1928), konsulem generalnym, kier. konsulatu w Kolonii (1928–1929) i konsulatu we Frankfurcie n. Menem (1929–1930) oraz radcą emigracyjnym Ambasady Polskiej w Paryżu (1930–1932). W 1933 uzyskał doktorat w zakresie prawa na Uniwersytecie Jagiellońskim. Pełnił funkcję radcy ekonomicznego MSZ (1932–1934). Przebywał w Detroit, ponownie był konsulem generalnym w Nowym Jorku (1935–1940), radcą handlowym Ambasady Polskiej w Waszyngtonie (1937–1941), następnie konsulem generalnym w Sydney (1941–1945). Zmarł na zawał serca tamże 28 listopada 1956.

## Ordery i odznaczenia
- Krzyż Kawalerski Orderu Odrodzenia Polski (11 listopada 1936)[2][3]
- Złoty Krzyż Zasługi (10 listopada 1933)[4]
- Medal Pamiątkowy za Wojnę 1918–1921
- Medal Dziesięciolecia Odzyskanej Niepodległości
- Brązowy Medal za Długoletnią Służbę
- Krzyż Komandorski z Gwiazdą Orderu Zasługi (Węgry, 1935)[5]